# Картыжи
Картыжи (бел. Картыжы) — деревня в Мстиславском районе Могилёвской области Белоруссии. Входит в состав Ракшинского сельсовета.

## География
Деревня находится в северо-восточной части Могилёвской области, в пределах Оршанско-Могилёвской равнины, к западу от железнодорожной линии Орша — Унеча Белорусской железной дороги, на расстоянии примерно 29 километров (по прямой) к западу-северо-западу (WNW) от Мстиславля, административного центра района. Абсолютная высота — 224 метра над уровнем моря.

## История
Упоминается в 1756 году как деревня Кортыжи в Мстиславском воеводстве Великого княжества Литовского.
Согласно «Списку населенных мест Могилёвской губернии» 1910 года издания населённый пункт входил в состав Картыжинского сельского общества Дрибинской волости Чаусского уезда Могилёвской губернии. Имелось 43 двора и проживало 266 человек (123 мужчины и 143 женщины).

## Население
По данным переписи 2009 года, в деревне проживало 23 человека.